# Boulevard Masséna
Boulevard Masséna je bulvár ve 13. obvodu v Paříži. Je součástí tzv. Maršálských bulvárů. Bulvár nese jméno Andrého Massény (1756–1817), maršála Francie.

## Trasa
Bulvár začínal původně od nábřeží Seiny (u mostu National), ale jeho východní část od nábřeží až ke křižovatce ulic Avenue de la Porte de Vitry a Rue de Patay byla v roce 2005 přeměněna na Boulevard du Général-Jean-Simon. Nyní tady vede odtud až na Porte d'Italie, kde na něj navazuje z druhé strany Boulevard Kellermann.
Boulevard Masséna má na své trase různou šířku:
- 40 m mezi Avenue de la Porte-de-Vitry a Avenue de la Porte-d'Ivry
- 57 m mezi Avenue de la Porte-d'Ivry a Rue du Conventionnel-Chiappe
- 40 m mezi Rue du Conventionnel-Chiappe a Avenue de la Porte-d'Italie

## Historie
V letech 1840–1845 byly postaveny kolem Paříže nové hradby. Dnešní bulvár vznikl na místě bývalé vojenské cesty (Rue Militaire), která vedla po vnitřní straně městských hradeb. Tato silnice byla armádou převedena městu Paříži na základě rozhodnutí z 28. července 1859.
V 60. a 70. letech proběhla v okolí bulváru rozsáhlá výstavba v rámci akce Opération Italie 13, při které vzniklo mnoho obytných výškových domů. Zde se později usadili přistěhovalci z Asie a vytvořili zde Asijskou čtvrť.
Dům č. 24bis až 26 se nazývá Maison Planeix (podle svého prvního majitele) a je jedním z mála obytných domů postavených Le Corbusierem v Paříži.
Dům č. 37 z roku 1971 jsou kasárny pařížských hasičů, kde se nachází i jejich muzeum.
V roce 2006 byla na bulváru zprovozněna tramvajová linka T3.